# 2019年武漢垃圾焚燒項目抗議
2019年武漢垃圾焚燒項目抗議活動是指由武汉市政府決定將於陽邏地區建立垃圾焚燒發電站而引發武漢及其周邊地區市民不滿所引發的在當地時間6月23日開始的抗議示威游行活動。該次示威抗議于6月28日迅速升級，游行規模迅速擴大并且與警方多次發生衝突，隨後事態進一步升級，且事件發生時期正值香港七一衝突前後，時局緊張，政府方面隨即調集大量警察進行武力鎮壓，相關事件的消息也遭到政府方面的審查與封鎖，并且切斷或阻礙了當地的無綫網際網路連接以阻止資訊流出。

## 發起背景
武漢市新洲區政府于當年6月中旬公佈消息稱將計劃在當地陽邏陳家冲的原一垃圾掩埋場處建立垃圾焚燒發電站，武漢市原本已經建立了5座垃圾焚燒發電站，環境污染嚴重。當地原有的垃圾掩埋場已經對該地區周邊的環境造成了極大影響，且該垃圾填埋場所在地址鄰居居民生活區，原本已經使得當地居民對環境問題感到不滿。在原定的計劃當中，該垃圾填埋場應當會于2020年使用期限届滿之後改建為公園，然而突然提出的改建發電站項目并沒有在之前提到而突然宣佈即將實行，由於擔憂垃圾焚燒會在已有土壤水源環境污染的基礎上增加更爲嚴重的空氣污染，故消息一經流出即遭到當地居民的反對。
計劃的垃圾焚燒項目具體位置在武漢市新洲區陽邏陳家冲地區，在該垃圾場届滿關閉之後武漢市辦公廳決定在陳家沖循環經濟產業園內新建生活垃圾焚燒發電項目，設計處理規模為每天2000噸。
消息透露之後，在六月中旬，已經開始有部分當地民衆開始自發聚集維權，並派發宣傳抵制資料，并且有市民因此被警方逮捕。
在6月28日以及之后的抗议活动不断升级之后，社交网络上也出现不少有关武汉新洲警民冲突的视频，有些自称是现场实况的视频中还出现了坦克车上街的画面。7月2日和3日人数进一步上升，达到数千人。根据现场视频显示，抗议者打出“我们不想被毒害，只想要一口清新空气而已”等标语。当地政府派出大量防爆警察进行镇压。综合网络流传、未经证实的照片可以看到有居民受伤。
在网传的《武汉市新洲区人民政府致阳逻地区群众的一封信》中称，目前，我区垃圾焚烧发电项目尚未启动环评程序，更未立项和开工建设。下一步，将按照“群众不同意，项目不开工”的原则严格依照法定程序，全过程公开。
在7月4日晚上，当局出动了大批警力，警员人数和当时参加抗议的民众基本相当。